# Sándor Kocsis
Pour les articles homonymes, voir Kocsis.
Sándor Kocsis Peter, né le 21 septembre 1929 à Budapest (Hongrie) et mort le 22 juillet 1979 à Barcelone (Espagne), est un footballeur international hongrois. Évoluant au poste d'attaquant, il est connu pour son exceptionnelle efficacité, qui lui permet d'être avec la Hongrie le meilleur buteur de la Coupe du monde de 1954 disputée en Suisse.

## Biographie

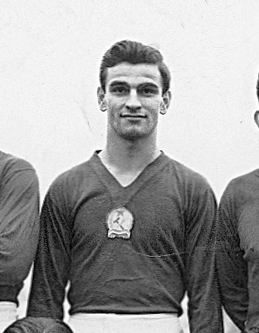
Sándor Kocsis sous les couleurs de l'équipe nationale de Hongrie en 1953.

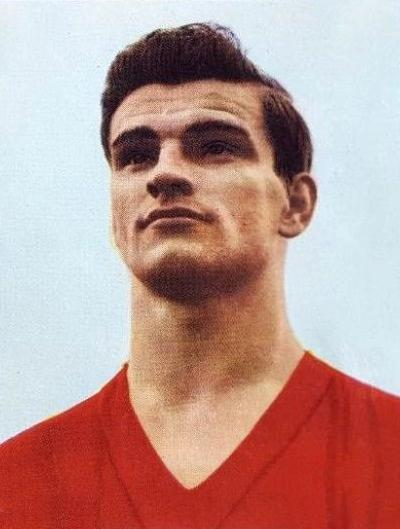
Sándor Kocsis lors de la Coupe du monde 1954 disputée en Suisse.

Sándor Kocsis commence sa carrière de footballeur à Kobányai Barátság puis sous le maillot de Ferencváros, avec lequel il remporte le championnat de Hongrie en 1948-1949. En 1950, Sándor Kocsis rejoint le Kijpest Honvéd, repris par le Ministère de la Défense qui projette d'y rassembler les meilleurs footballeurs du pays. Sándor Kocsis rejoint ainsi Ferenc Puskás, son grand rival en attaque, József Bozsik et autres Zoltán Czibor. Il est le meilleur buteur du championnat hongrois à trois reprises, en 1951 (30 buts), 1952 (36 buts) et 1954 (33 buts), et son équipe remporte le championnat en 1952, 1954 et 1955.
Sélectionné en équipe de Hongrie dès 1946, il est champion olympique en 1952 en Finlande, après un tournoi où il inscrit six buts en cinq matchs. Il est de l'équipe hongroise qui ridiculise l'Angleterre (6-3) à Wembley en 1953, et remporte la même année la Coupe internationale.
Disposé en pointe du fameux « Onze d'or hongrois » des années 1950, il est le meilleur buteur du Mondial 1954 disputé en Suisse avec onze buts en cinq matchs. Sándor Kocsis commence l'épreuve avec un triplé contre la Corée du Sud (9-0) puis un quadruplé face à l'Allemagne, battue 8-3. En demi-finale, face à l'Uruguay, invaincue jusqu'alors, il marque deux buts de la tête en prolongation. Il ne reste muet qu'en finale, que les Allemands remportent à la surprise des observateurs (3-2). Seul Just Fontaine, avec deux unités de plus mais aussi un match supplémentaire, en 1958, a fait mieux lors d'une Coupe de monde. Parmi ces onze buts, Sándor Kocsis en marque cinq de la tête, ce qui lui vaut le surnom de « Tête d'or ».
À la suite de l'insurrection de Budapest et l'invasion russe qui s'ensuivit en 1956, Sándor Kocsis s'exile en Suisse. Il n'effectue qu'une saison aux Young Fellows Zurich avant de rejoindre le FC Barcelone, en Espagne, où il rejoint ses compatriotes László Kubala et Zoltán Czibor. Aux côtés de Luis Suárez, Sándor Kocsis inscrit encore de nombreux buts, permettant au club de rivaliser avec le grand Real Madrid d'Alfredo Di Stéfano et de Ferenc Puskás. Lorsqu'il décide de mettre un terme à sa carrière en 1966, après une dernière année blanche, Sándor Kocsis a remporté deux fois la Liga (1959 et 1960), deux fois la Coupe du Roi (1959 et 1963) et une fois la Coupe des villes de foires en 1960. Seule manque à son palmarès la Coupe des clubs champions européens, dont le Barça perd la finale en 1961.
En 1971, il dirige pendant les dix derniers matchs de la saison l'équipe d'Hércules CF d'Alicante, en deuxième division espagnole. Se sachant atteint d'un cancer, Sándor Kocsis se suicide en 1979 en se jetant de la fenêtre de sa clinique, à l'âge de 49 ans. Il fait partie des 53 joueurs cités dans au moins la moitié des douze listes des meilleurs footballeurs du XXe siècle sélectionnées par la Rec.Sport.Soccer Statistics Foundation (RSSSF).

## Statistiques
Il compte 75 buts en 68 sélections avec la Hongrie, un ratio exceptionnel parmi les grands joueurs internationaux. Dans son pays natal, il joue 249 matchs de 1re division, pour 244 buts. Avec le FC Barcelone, il marque 82 buts en 126 matchs toutes compétitions confondues, dont 42 buts en 75 matchs de championnat.

## Palmarès

### En club
Ferencváros
- Champion de Hongrie en 1949
- Vice-champion de Hongrie en 1950

 Kispesti Honvéd
- Champion de Hongrie en 1952, 1954 et 1955
- Finaliste de la Coupe de Hongrie en 1955

 FC Barcelone
- Finaliste de la Coupe d'Europe des clubs champions en 1961
- Vainqueur de la Coupe des villes de foires en 1960
- Finaliste de la Coupe des villes de foires en 1962
- Champion d'Espagne en 1959 et 1960
- Vice-champion d'Espagne en 1962 et 1964
- Vainqueur de la Coupe du Roi en 1959 et 1963

### En sélection
Équipe nationale de Hongrie
- Médaille d'or aux Jeux Olympiques en 1952
- Vainqueur de la Coupe Internationale en 1953
- Finaliste de la Coupe du monde en 1954

### Individuel
- Joueur Hongrois de l'année en 1954
- Meilleur buteur de la Coupe du monde en 1954
- Membre de l'équipe-type de la Coupe du monde en 1954
- Membre du FIFA 100
- Ballon d'Or : 8e place en 1956, 20e place en 1957